# Đề Thám (xã)
Đề Thám là một xã thuộc huyện Tràng Định, tỉnh Lạng Sơn, Việt Nam.

## Địa lý
Xã Đề Thám nằm ở phía nam huyện Tràng Định, có vị trí địa lý:
- Phía đông giáp xã Hùng Sơn
- Phía tây giáp huyện Bình Gia và xã Kim Đồng
- Phía nam giáp huyện Bình Gia
- Phía bắc giáp thị trấn Thất Khê và các xã Chi Lăng, Đại Đồng.

Xã Đề Thám có diện tích 50,98 km², dân số năm 2018 là 4.885 người, mật độ dân số đạt 96 người/km².

## Lịch sử
Ngày 21 tháng 11 năm 2019, Ủy ban Thường vụ Quốc hội ban hành Nghị quyết số 818/NQ-UBTVQH14 về việc sắp xếp các đơn vị hành chính cấp xã thuộc tỉnh Lạng Sơn (nghị quyết có hiệu lực từ ngày 1 tháng 1 năm 2020). Theo đó, sáp nhập 11,00 km² diện tích tự nhiên và 397 người thuộc 4 thôn: Pò Có, Khuổi Vai, Cốc Sầy, Pò Muổng của xã Bắc Ái vừa giải thể vào xã Đề Thám.
Sau khi sáp nhập, xã Đề Thám có diện tích 50,98 km², dân số là 4.885 người.